# .sn
.sn ist die länderspezifische Top-Level-Domain (ccTLD) des Staates Senegal. Sie wurde am 19. April 1993 eingeführt und wird von der Organisation NIC Senegal verwaltet, die der Université Cheikh Anta Diop de Dakar angegliedert ist.

## Eigenschaften
Domains werden ausschließlich auf zweiter Ebene vergeben. Adressen dürfen zwischen zwei und 63 Zeichen lang sein.